# Eino Saastamoinen
Kaarlo Eino Saastamoinen (født 9. oktober 1887 i Helsinki, død 4. december 1946 smst) var en finsk gymnast, som deltog i OL 1912 i Stockholm.
Saastamoinen var en del af det finske hold, der stillede op i frit system ved OL 1912. Holdet bestod af tyve gymnaster, og i en tæt konkurrence vandt Norge med 22,85 point, mens Saastamoinen og Finland blev nummer to med 21,85 og Danmark nummer tre med 21,25 point. Saastamoinen var finsk flagbærer ved åbningsceremonien til legene.